# Democracia Solidaria
Democracia Solidaria (en italiano: Democrazia Solidale, abreviado DemoS) es un partido político italiano de centro, fundado en 2014 y liderado por Paolo Ciani.

## Historia
Se constituyó como asociación política; tras la escisión de la facción de izquierda de Populares por Italia, a Democracia Solidaria adhirieron, entre otros, Lorenzo Dellai, Andrea Olivero (Viceministro de Políticas Agrícolas en el Gobierno Renzi), Mario Marazziti, Mario Giro (Subsecretario de Asuntos Exteriores) y Lucio Romano. Democracia Solidaria, a diferencia de los Populares por Italia, afirmó su alianza estratégica con el Partido Democrático de Matteo Renzi. Inicialmente, el partido constaba de ocho diputados, dos senadores, un Viceministro y un Subsecretario. En septiembre de 2015, al partido se incorporó otro diputado, Maurizio Baradello, quien falleció el 9 de mayo de 2017.
En noviembre de 2014, dos diputados del Centro Democrático adhirieron al grupo parlamentario de la Cámara de Diputados "Per l'Italia" (del que formaba parte también DemoS). A comienzos de 2015, Lorenzo Dellai fue elegido presidente del partido y Paolo Ciani coordenador.
En enero de 2016, el grupo parlamentario "Per l'Italia" cambió su nombre a "Democrazia Solidale - Centro Democratico", después del fortalecimiento de la cooperación con Centro Democrático. Pero mientras tanto dos senadores de DemoS, Olivero y Romano, abandonaron el grupo "Per l'Italia" para incorporarse al grupo parlamentario "Per le Autonomie".
Con ocasión de las elecciones generales de 2018, algunos miembros de DemoS (Dellai, Olivero, Santerini) participaron en la Lista Cívica Popular de Beatrice Lorenzin, que formaba parte de la coalición de centroizquierda.
Tras constituirse como partido político nacional y participar en varias elecciones locales, en las elecciones europeas de 2019 DemoS consiguió que su miembro Pietro Bartolo fuera elegido en las listas del Partido Democrático.